# A Game at Chess
A Game at Chess é uma peça cômica satírica de Thomas Middleton, encenada pela primeira vez em agosto de 1624 pelos King's Men no Globe Theatre. A peça é notável por seu conteúdo político, dramatizando um conflito entre Espanha e Inglaterra.
O enredo assume a forma de uma partida de xadrez, e o jogo inclui alguns movimentos de xadrez genuínos. Em vez de nomes pessoais, os personagens são conhecidos como o Cavaleiro Branco, o Rei Negro e assim por diante. No entanto, a peça alude inequivocamente à diplomacia anglo-espanhola sob o rei Jaime, especialmente a fracassada negociação de casamento entre o príncipe Carlos e a infanta espanhola Maria Ana de Espanha. A peça é satírica do rei Jaime I da Inglaterra e foi encerrada após apenas nove dias.

## Contexto histórico

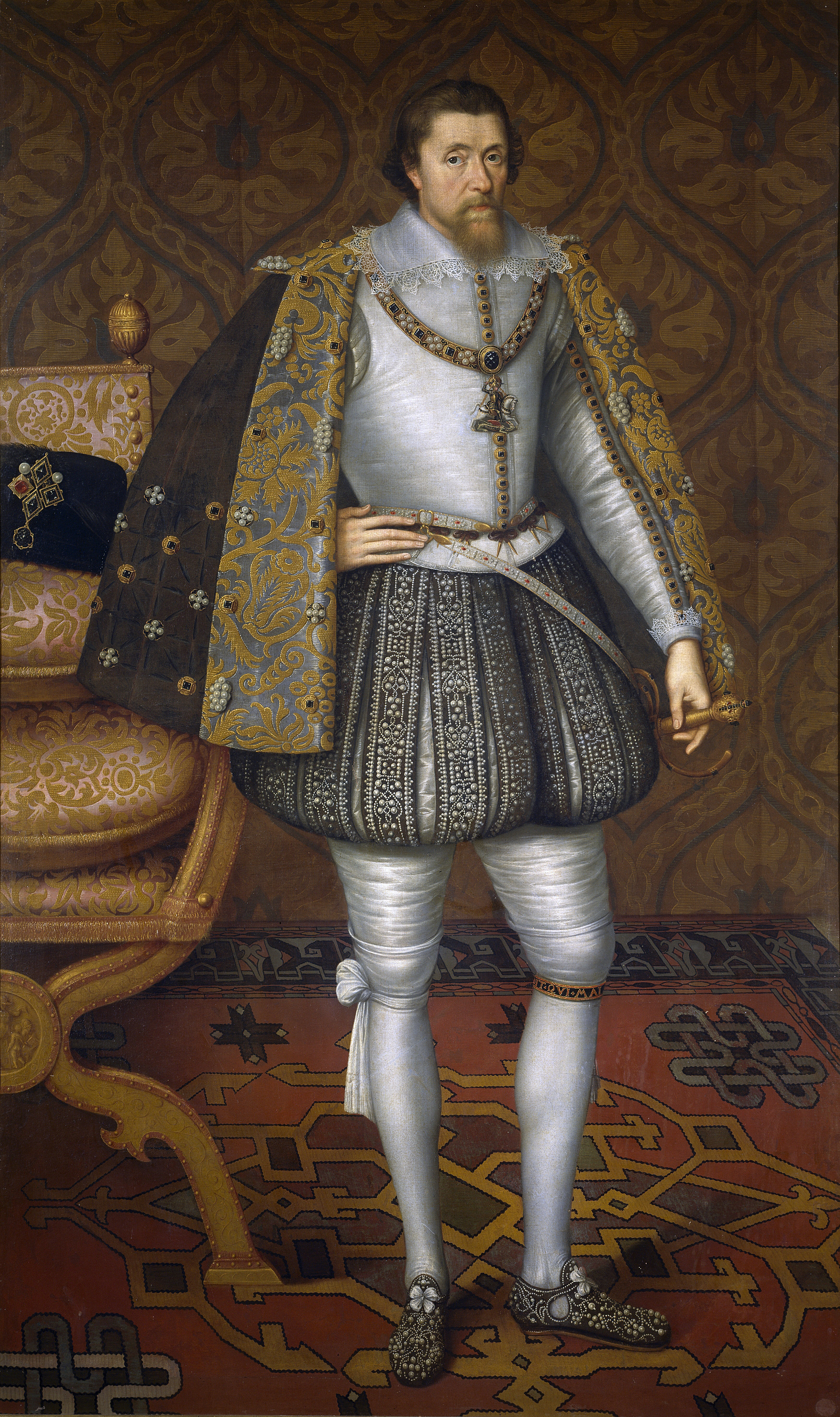
Jaime I da Inglaterra, modelo para o Rei Branco

A Game at Chess satiriza eventos históricos e figuras do início do século XVII. Os retratados incluem membros da corte inglesa, a corte espanhola e figuras religiosas proeminentes. Jaime I, que reinou como Rei da Inglaterra e Irlanda de 1603 até sua morte em 1625, é retratado como o Rei Branco por Middleton. Seu filho e sucessor, o príncipe Carlos I, reinou depois que a peça foi escrita e é retratado como o Cavaleiro Branco. Isabel da Boêmia, filha de Jaime I, também é representada na peça como a Rainha Branca. Da Espanha, Middleton retrata Filipe IV, que reinou como Rei de 1621 a 1665, como Rei Negro. Sua irmã Maria Ana da Espanha é representada pela Rainha Negra. Don Diego Sarmiento de Acuña, Conde de Gondomar, o embaixador espanhol que era profundamente impopular na Inglaterra, é retratado como o Cavaleiro Negro. As figuras religiosas representadas incluem o Arcebispo de Split, Marco Antonio de Dominis, ou o Bispo Gordo, que deixou a Igreja Católica Romana para se juntar à Igreja Anglicana, retornando mais tarde a Roma.

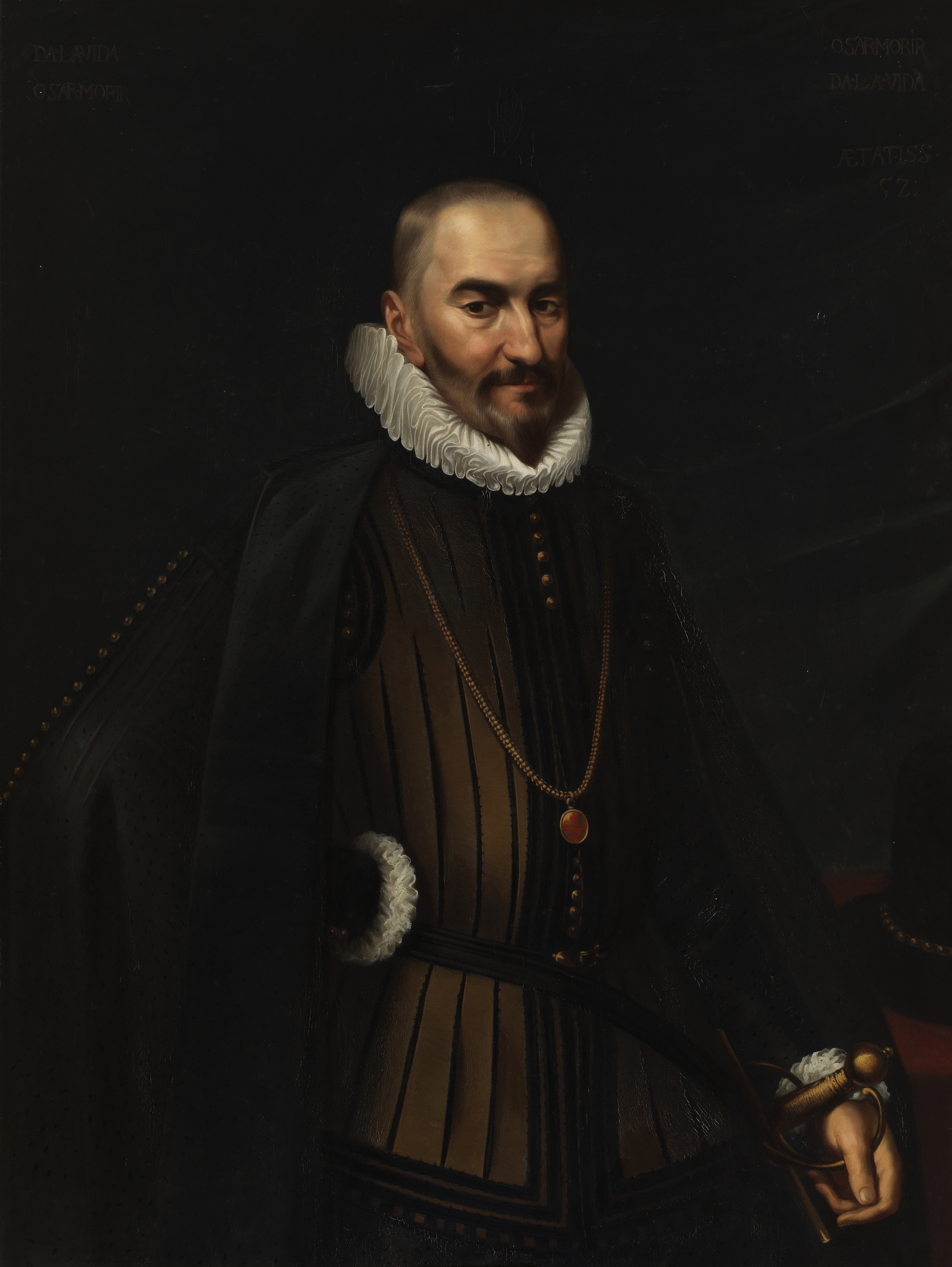
Diego Sarmiento de Acuña, conde de Gondomar, modelo para o Cavaleiro Negro

A peça se passa em um momento de grande tensão entre Inglaterra e Espanha, e faz alusão às negociações entre os dois países para o casamento do príncipe Carlos com a infanta espanhola Maria Ana. As famílias reais esperavam que o casamento espanhol resolvesse pelo menos alguns dos conflitos entre a Inglaterra e a Espanha que ainda perduravam após a Guerra dos Trinta Anos. Além disso, Jaime I esperava que uma aliança de casamento restaurasse sua filha Isabel ao trono da Boêmia. Os cidadãos protestantes ingleses eram antagônicos à perspectiva de um casamento entre seu príncipe e a infanta católica. Muitos temiam pela segurança do príncipe Carlos e do duque de Buckingham quando viajaram para a Espanha em fevereiro de 1623 para as negociações, e alguns temiam que Carlos se convertesse ao catolicismo. Carlos e Buckingham, que viajaram disfarçados, não estavam preparados para negociar efetivamente com os espanhóis e concordaram com os termos espanhóis para retornar à Inglaterra ilesos. O casamento não foi adiante, e o público inglês em grande parte viu o retorno seguro de Carlos e o fracasso das negociações como uma vitória contra os católicos espanhóis.
A peça foi interrompida após nove apresentações (6 a 16 de agosto, domingos omitidos), mas não antes de se tornar "o maior sucesso de bilheteria do início da Londres moderna". O Conselho Privado abriu um processo contra os atores e o autor da peça em 18 de agosto, alegando que era ilegal retratar qualquer rei cristão moderno no palco. O Globe Theatre foi fechado pela promotoria, embora Middleton tenha conseguido se absolver mostrando que a peça havia sido aprovada pelo Mestre das Festas, Sir Henry Herbert. Após a morte de Jaime I, a peça foi impressa em várias edições, mas Middleton nunca escreveu outra peça completa.